# جادوب الأرز
جادوب الأرز (باللاتينية: Thaumetopoea bonjeani) أسروع ليلي من أسرة الجادوبيات ينتشر في مرتفعات جبال الأطلس، وهي فراشات شتوية على عكس جادوب الصنوبر الذي تشكل يرقاته الطوابير في الصيف. تنتشر في غابات الأرز الأطلسي.
صُنفت سنة 1922 بعد اكتشافها في مرتفعات ازرو بالمغرب. وفي سنة 1982 انتشرت هذه الحشرة في الجزائر بعد العثور عليها بغابات بلزمة بالأوراس عند إغارتها على أشجار الأرز، حيث هاجمت مئات الهكتارات وسُجّل تساقط فضيع للأوراق، وصل في بعض الأحيان إلى تساقط كلي مما يعطي الانطباع باحتراق هذه الأشجار.
تظهر الفراشات بصفة عامة مع نهاية أول أسبوع من شهر أغسطس، وفي أول ليلة تلي ظهورها تتم عملية التزاوج، حيث تحمل الإناث وتضع بيضها في نفس ليلة التزاوج. توضع البيوض على شكل صفائح تحت فروع شحر الأرز، وتحتوي كل واحدة منها ما يعادل 120 بيضة، وتوجد البيوض في الجهة السفلية للفرع، تضع الإناث بيوضها متجهة نحو أصل الفرع، وتوضع عليها الحراشف كألواح القرميد على سطح، حيث الفروع المختارة من قبل الإناث مرنة توجد نحو اسفل الأشجار وتكون متجهة نحو الأسفل، ما يسمح بالحفاظ على عراجين البيض وذلك بالسماح بانحدار مياه الأمطار، وتعطي الحراشف لونا رماديا للبيوض قريب جدا من لون ماء شجرة الأرز مما يجعل العرجون صعب الظهور والتميز. حراشف جادوب الأرز صغيرة وحادة، متميزة بذلك على حراشف أنثى جادوب الصنوبر. يبلغ طول أنثى جادوب بين 1,2سم إلى 5,45سم، تضع بيوضها في صفوف متغيرة من 4 إلى 6، والبيضة كروية الشكل. تفقص نهاية شهر أبريل أو بداية شهر ماي حسب الظروف المناخية، ضامنين بذلك توافق متزامن مع نزع غشاء شجرة الأرز.
في دورة نموها تمر اليرقات بأربعة انسلاخات متتالية، وتتميز أساريع جادوب الأرز عن يرقات جادوب الصنوبر بلونها وببطئ حياكة الدعاميص المسنة، جيث تغيب عنها أكياس مهيكلة بشكل جيد. في نهاية شهر يونيو، وقد بلغت مرحلتها الخامسة، تغادر الاساريع الأشجار على شكل طوابير لتدخل إلى الأرض. ينسج كل اسروع شرنقة، أين يتحول داخلها إلى نغفة، ثم تمر بتكون الأنسجة والأعضاء، ولا تتحول كل الشرنقات إلى بالغات في نفس السنة، حيث تبقي بعضها في حالة سبات ولا تظهر إلى بعد سنة أو عدة سنوات موالية.